# Gymnocalycium andreae
A Gymnocalycium andreae a valódi kaktuszok (Cactaceae) Trichocereeae nemzetségcsoportjának Gymnocalycium nemzetségébe, a Lafaldensia fajsorba tartozó gömbkaktusz faj.

## Elterjedése
Észak-Argentínában, Catamarca és Córdoba tartományban honos.

## Megjelenése, felépítése
Átmérője többnyire 4–5 cm-nél kevesebb. Színe leginkább sötétzöld vagy bronzos árnyalatú szürkészöld. Nyolc bordája széles, kissé ívelt. A bordák kidomborodásain elhelyezkedő, kissé gyapjas areolákból többnyire 5–10 vékony, elfekvő peremtövis és 1–3 középtövis nő. A középtövisek többnyire jóval a peremtövisek után fejlődnek ki; a fiatal példányokról gyakran még teljesen hiányoznak. A növénytesttől kissé elálló peremtövisek fehéresek, az alapjuk világosbarna, a középtövisek némileg rövidebbek, eleinte világos feketésbarnák, majd megszürkülnek.
Bimbója hengeres. Sárga virága kb. 4,5 cm-es.

## Életmódja
Virágai a délutáni órákban nyílnak.
Rendszeresen sarjakat fejleszt; ezekről és magról is jól szaporítható. A magoncok 3–4 éves korukban fordulnak termőre.

## Alfajok, változatok
- Gymnocalycium andreae ssp. andreae – törzsváltozat;
- Gymnocalycium andreae ssp. carolinense;
- Gymnocalycium andreae var. grandiflorum (Krainz & Andreae, 1957) – 11 bordája van, tövisei hosszabbak és általában görbültek, virága a törzsváltozaténál nagyobb;
- Gymnocalycium andreae var. svecianum (Pazout, 1995) – tövisei rövidebbek, virága a törzsváltozaténál kisebb, kívül világosbarna, belül fényes fehér.